# Jean de La Rochefoucauld-Bayers
Pour les articles homonymes, voir La Rochefoucauld.
Jean Baptiste, baron de La Rochefoucauld-Bayers (Château de la Boislivière (Apremont), 27 juin 1757 - Paris, 1er février 1834), est un militaire et homme politique français des XVIIIe et XIXe siècles.

## Biographie
Jean de La Rochefoucauld-Bayers est né au château de la Boislivière (Apremont, en Poitou, aujourd'hui département de la Vendée)), le 27 juin 1757.
Il entra au service dans le régiment d'Auvergne le 1er janvier 1772, fut nommé capitaine dans le régiment de La Rochefoucauld dragons, le 28 janvier 1778, puis successivement colonel d'infanterie, le 1er janvier 1784 et commandeur de l'ordre de Saint-Lazare de Jérusalem, en 1788.
Émigré en 1790, et créé maréchal de camp le 1er janvier 1796, le baron de La Rochefoucauld fit toutes les campagnes au corps de Mgr le prince de Condé, d'abord en qualité de premier-aide-major-général des logis, puis, à partir de 1797, en qualité de major-général. Louis XVIII le chargea de plusieurs missions importantes, et notamment de celle de négocier à Saint-Pétersbourg, en 1797, près de Paul Ier empereur de Russie, la translation au service de ce monarque du corps d'armée de Condé. Peu de temps après, le baron de la Rochefoucauld fut reçu commandeur de l'ordre de Saint-Jean de Jérusalem (Russie impériale) au grand prieuré de Russie.
Rentré en France en 1802, il eut maille à partir avec la police impériale, et subit une détention de neuf mois, malgré l'intervention de sa parente, la comtesse de La Rochefoucauld, dame d'honneur de l'impératrice Joséphine. Deux ans après, il refusa, de l'empereur Napoléon Ier, le grade de général de division, et la restitution d'une somme de 700 000 francs qu'il revendiquait.
Après le rétablissement du trône des Bourbon, le roi le promut au grade de lieutenant général de ses armées le 13 août 1814, directeur du dépôt de la Guerre et l'a créé pair de France le 17 août 1815, puis successivement inspecteur général de cavalerie en 1816, et commandeur, puis grand-croix de l'ordre de Saint-Louis, les 30 septembre 1818 et 21 août 1822 et chevalier des ordres du Roi en 1827.
Le baron de la Rochefoucauld était membre des commissions chargées, depuis 1814 jusqu'en 1818, de l'examen des services des anciens émigrés et Vendéens. Il fut appelé au gouvernement de la XIIe division militaire en juillet 1823, et a présidé le conseil général du département de l'Aude en 1825.
Il donna sa démission de pair en 1832 et succomba deux ans plus tard des suites d'une paralysie dont il avait été frappé en 1830, en apprenant la fausse nouvelle de la mort de son fils, capitaine dans la garde royale, lors des événements de Juillet.
Il fut inhumé au cimetière du Père-Lachaise (4e division, 1re ligne).

## Récapitulatif

### Titres
- Pair de France :
  - 17 août 1815 - 1832,
  - Baron et pair (31 août 1817, lettres patentes du 14 avril 1818, sans majorat)[5].

### Décorations
| Chevalier du Saint-Esprit | Grand'croix de Saint-Louis |

- Chevalier du Saint-Esprit (3e promotion : Paris, 3 juin 1827) ;
- Ordre royal et militaire de Saint-Louis :
  - Commandeur (30 septembre 1818), puis,
  - Grand'croix de Saint-Louis (21 août 1822) ;
- Commandeur de l'ordre de Saint-Lazare de Jérusalem (1788) ;

### Armoiries
Burelé d'argent et d'azur, à trois chevrons de gueules brochant, celui du chef écimé,.

## Ascendance & postérité
Troisième fils de Jacques-Louis Ier de La Rochefoucauld (1717-1798), seigneur de Beaulieu, et de Suzanne Poictevin du Plessis-Landry de La Rochette (1725 - exécutée (guillotinée) en 1793 aux Sables d'Olonne, victime de la Révolution française), Jean Baptiste de La Rochefoucauld-Bayers avait au moins huit frères et sœurs, dont :
1. Jacques-Louis II (1751-1821), marquis de La Rochefoucauld-Bayers
2. l'abbé Charles-François de La Rochefoucauld-Bayers (1753-1821) ;
3. Pierre Aimé de La Rochefoucauld-Bayers (1764-1822), seigneur du Breuil, capitaine de vaisseau, etc.

- Il épousa, le 13 juin 1798 à Dubno (en Volhinie, province russe)[2], Denise-Jeanne-Catherine ( † 1837), fils de Denis Jean (1737-1818), marquis de Mauroy, lieutenant général des armées du Roi, gouverneur de Tarascon, grand'croix de Saint-Louis, dont il eut un seul fils :
  - François Denis Henri Albert de La Rochefoucauld (Dubno[2], 20 mars 1799 - 5 janvier 1854), baron de Bayers, capitaine adjudant-major au régiment des chasseurs à cheval de la Garde royale, chevalier de l'ordre royal de la Légion d'honneur[7] et de l'ordre royal et militaire de Saint-Ferdinand d'Espagne de 1re classe[2], marié, par contrat signé par le roi et la famille royale le 19 novembre 1826[2], avec Ida Le Roy de La Potherie ( † 1884), dont :
    - Henri François (1823-1893), châtelain de Challain-la-Potherie, sans postérité ;
    - Marie ( † 1868 - château de Challain-la-Potherie).